# Huineng
Dađijan Huineng (kineski: 大鑒惠能; pinjin: Dàjiàn Huìnéng; japanski: Daikan Enō; 638–713) je bio kineski čan učitelj koji se smatra šestim i poslednjim patrijarhom zen budizma.
Huineng je, po predaji, propovedao trenutni i neposredni pristup probuđenju, pa se zato smatra osnivačem južne čan škole "iznenadnog probuđenja" (頓教). Južna škola je ubrzo popularnošću nadmašila Severnu. Prema predanju, peti patrijarh Hung-džen objavio je da će naslednik biti onaj koji napiše najlepši koan, u čemu je Huj-neng pobedio, te je imenovan naslednikom. U stvari, učitelji iz dinastije Tang (618—906) su doneli odluku u korist Hui-nenga, i on je priznat za šestog patrijarha.
Tako je rođen novi revolucionarni č'an koji je propovedao »iznenadno prosvetljenje«, radikalnu ikonoklastiju koja je odbacivala proučavanje sutri, rituale i poštovanje kipova. Sve potonje škole čana proizašle su iz ovog ogranka.
Neki naučnici sumnjaju u istoricitet tradicionalnih biografija i dela posvećenih Huinengu.

## Biografija

### Platformska sutra
Platformska sutra šestog patrijarha pripisuje se Huinengovom učeniku po imenu Fahaj (法海) i navodno predstavlja zapis o Huinengovom životu, predavanjima i interakcijama sa učenicima. Međutim, tekst pokazuje znake da je konstruisan tokom dužeg vremenskog perioda i sadrži različite slojeve pisanja. Prema Džonu Mekreju, to je
...divan spoj ranih učenja Čana, virtuelno skladište celokupne tradicije do druge polovine osmog veka. U srcu propovedi je isto razumevanje Bude-prirode koje smo videli u tekstovima koji se pripisuju Bodidarmi i Hongrenu, uključujući ideju da je fundamentalna Buda-priroda samo nevidljiva za obične ljude zbog njihovih iluzija.
Prema Vongu, Platform Sutra citira i objašnjava širok spektar budističkih spisa navedenih ovde po redosledu pojavljivanja:
- Dijamantska sutra
- Lankavatara sutra
- Mahaparinirvana sutra
- Mahaprajnaparamita sutra
- Brahmajala sutra
- Vimalakirti sutra
- Lotus sutra
- Surangama sutra
- Buđenje vere u mahajani

### Rani život i uvođenje u budizam
Prema Huinengovoj autobiografiji u Platformskoj sutri, Huinengov otac je bio iz Fanjanga, ali je proteran sa svog položaja u vladi i preminuo je kao mlad. Huineng i njegova majka su ostali u siromaštvu i preselili su se u Nanhaj, gde je Huineng prodavao ogrevno drvo da bi izdržavao svoju porodicu. Jednog dana, Huineng je isporučio drva za ogrev u prodavnicu kupca, gde je sreo čoveka koji je recitovao Dijamantsku sutru. „Kada sam čuo reči iz svetog pisma, moj um se otvorio i razumeo sam.” On se raspitivao o razlogu zbog kojeg se pojala Dijamantska sutra, a osoba je izjavila da dolazi iz manastira istočne meditacije u okrugu Huangmej u provinciji Ki, gde je živeo i predavao svoja učenja Peti patrijarh Čana. Huinengov kupac je platio svojih deset srebrnih tila i predložio mu da se sastane sa Petim patrijarhom Čana.

### Susret sa petim patrijarhom čan budizma
Huineng je stigao u Huangmej trideset dana kasnije i izneo je Petom patrijarhu svoj specifičan zahtev za postizanjem budinstva. Pošto je Huineng došao iz Guangdunga i fizički se razlikovao od lokalnih severnih Kineza, peti patrijarh Hongren je doveo u pitanje njegovo poreklo kao „varvarin sa juga“ i sumnjao u njegovu sposobnost da postigne prosvetljenje. Huineng je impresionirao Hongrena jasnim razumevanjem sveprisutne Budine prirode u svima i ubedio Hongrena da mu dozvoli da ostane.. Prvo poglavlje verzije Ming kanona Platformske sutre opisuje uvođenje Huinenga u Hongren na sledeći način:
Patrijarh me je pitao, „ko si ti i šta tražiš?”
Odgovorio sam: „Vaš učenik je običan stanovnik Sindžoua u Linganu. Putovao sam daleko da bih vam odao počast i ne tražio ništa drugo osim budinstva.“
„Znači, ti si iz Ling-nana, i varvarin! Kako možeš očekivati da ćeš postati Buda?” upita Patrijarh.
Odgovorio sam: „Iako ljudi postoje kao severnjaci i južnjaci, u Buda-prirodi nema ni severa ni juga. Varvarin se fizički razlikuje od Vaše Svetosti, ali kakva je razlika u našoj Buda-prirodi?
Huinengu je rečeno da cepa drva za ogrev i lupa pirinač u dvorištu manastira i da izbegava odlazak u glavnu salu.

### Takmičenje u pesmi
Osam meseci kasnije, Peti Patrijarh je sazvao sve svoje sledbenike i predložio pesnički konkurs za svoje sledbenike da bi demonstrirali stepen njihovog razumevanja suštine uma. Odlučio je da svoju odeždu i učenje preda pobedniku takmičenja, koji će postati Šesti patrijarh. Šensju, vodeći učenik Petog patrijarha, komponovao je strofu, ali nije imao hrabrosti da je predstavi majstoru. Umesto toga, napisao je svoju strofu na zidu južnog hodnika jednog dana u ponoć da bi ostao anoniman. Ostali monasi su videli strofu i pohvalili je. Šensjuova strofa je bila sledeće:
Telo je budino stablo.
Um je poput svetlog ogledala.
U svakom trenutku moramo nastojati da ga uglačamo
i ne sme dozvoliti da se skupi prašina.
Patrijarh nije bio zadovoljan Šensjuovom strofom i istakao je da pesma ne pokazuje razumevanje „[njegove] sopstvene fundamentalne prirode i suštine uma.“ Dao je Šensjuu priliku da podnese još jednu pesmu kako bi pokazao da je kročio kroz „kapiju prosvetljenja“, kako bi mogao da prenese svoju odoru i Darmu na Šensjua, ali učenikov um je bio uznemiren i nije mogao da napiše još jednu strofu.
Dva dana kasnije, nepismeni Huineng je čuo Šensjuovu strofu dok ju je pojao mladi službenik u manastiru i raspitivao se o kontekstu pesme. Poslužitelj mu je objasnio takmičenje u pesmi i prenošenje ogrtača i Darme. Huineng je tražio da ga odvedu u hodnik, da bi on takođe mogao da oda počast strofi. Zamolio je nižeg zvaničnika po imenu Džang Rijong iz Đangdžoua da mu pročita stih, a zatim ga je odmah zamolio da zapiše strofu koju je on komponovao.

## Napomene
1. ↑  Addiss, Lombardo, and Roitman give a somewhat different translation:[14]
The body is the tree of enlightenment,
The mind is like a bright mirror’s stand;
Time after time polish it diligently,
So that no dust can collect.

## Literatura
- Ju-Lan, Fung (1977). Istorija kineske filozofije. Beograd: NOLIT.
- Ling, Trevor (1998). Rečnik budizma. Beograd: Geopoetika.
- Enciklopedija živih religija, Nolit. .
- Addiss, Stephen; Lombardo, Stanley; Roitman, Judith (2008), Zen sourcebook : traditional documents from China, Korea, and Japan, Indianapolis: Hackett Pub. Co, ISBN 9780872209091, OCLC 173243878
- Gregory, Peter N. (1991), Sudden Enlightenment Followed by Gradual Cultivation: Tsung-mi's Analysis of mind. In: Peter N. Gregory (editor)(1991), Sudden and Gradual. Approaches to Enlightenment in Chinese Thought, Delhi: Motilal Banarsidass Publishers Private Limited
- Hsing Yun, The Rabbit's Horn: A Commentary on the Platform Sutra, Buddha's Light Publishing
- Jorgensen, John (2005), Inventing Hui-neng, the Sixth Patriarch Hagiography and Biography in Early Ch'an, Leiden: Brill
- Kieschnick, John (1997), The eminent monk : Buddhist ideals in medieval Chinese hagiography, Honolulu: University of Hawai'i Press, ISBN 0824818415, OCLC 36423410
- McRae, John (2000), The Platform Sutra of the Sixth Patriarch. Translated from the Chinese of Zongbao (PDF), Berkeley: Numata Center for Buddhist Translation and Research, Архивирано из оригинала (PDF) 22. 8. 2012. г.
- McRae, John (2003), Seeing Through Zen, The University Press Group Ltd
- Pine, Red. The Platform Sutra: The Zen Teaching of Hui-Neng. (2006) Counterpoint.  1-59376-177-5
- Price, A.F.; Wong, Mou-lam (1990), The Diamond Sutra and The Sutra of Hui-neng, Boston: Shambhala Dragon Editions
- Schlütter, Morten; Teiser, Stephen F. (2012), Readings of the Platform sūtra, New York: Columbia University Press, ISBN 9780231500555, OCLC 787845142
- Watts, Alan W. The Way of Zen (1962) Great Britain: Pelican books.  0-14-020547-0
- Wu, John C. H. (2004), The Golden Age of Zen: Zen Masters of the T'ang Dynasty, World Wisdom, ISBN 0-941532-44-5
- Yampolski, Philip (2003), Chan. A Historical Sketch. In: Buddhist Spirituality. Later China, Korea, Japan and the Modern World; edited by Takeuchi Yoshinori, Delhi: Motilal Banarsidass
- Yampolsky, Philip; McRae, John R. (2005), „Huineng”,  Ур.: Jones, Lindsay, MacMillan Encyclopedia of Religion, MacMillan
- Kuiken, Cornelis, Jan (2002), The other Neng (PDF), Groningen: PhD Thesis, Rijksuniversiteit Groningen, Архивирано из оригинала (PDF) 17. 5. 2015. г.

## Spoljašnje veze
- Legends in Chan:the Northern/Southern Split, Hui-neng and the Platform Sutra
- Platform Sutra of Hui Neng translated by John R. McRae
- John M. Thompson, Huineng (Hui-neng) (638—713), Internet Encyclopedia of Philosophy
- Legends in Chan:the Northern/Southern Split, Hui-neng and the Platform Sutra
- Huineng на сајту Пројекат Гутенберг (језик: енглески)
- Huineng на сајту Internet Archive (језик: енглески)
- The Sixth Patriarch’s Dharma Jewel Platform Sutra with commentary by Tripitia Master Hsuan Hua by the Buddhist Text Translation Society
- Platform Sutra of Hui Neng Архивирано 2009-03-09 на сајту  translated by C. Humphreys and Wong Mou-Lam